# Autobusna linija br. 125 u Zagrebu
Linija 125 (Črnomerec – Gornje Vrapče) dnevna je autobusna linija u Zagrebu.
Prometuje na trasi: Črnomerec – Ilica – Vrapčanska ulica – Gornje Vrapče (streljana)
Povezuje Gornje Vrapče s centrom Vrapča te Črnomercem gdje se ostvaruje presjedanje na tramvaj.

## Vanjske poveznice
- Vozni red linije 125

1. ↑  Datoteke u GTFS formatu. zet.hr. Pristupljeno 5. lipnja 2025. - Sadrži informacije tijela javne vlasti u skladu s Otvorenom dozvolom